# باول مارش
باول مارش (20 ديسمبر 1966 في المملكة المتحدة - ) (بالإنجليزية: Paul Marsh)‏ هو لاعب كريكت بريطاني. لعب مع Wiltshire County Cricket Club ‏.